# Zlatar (by)
Zlatar    er en by i distriktet Krapina-Zagorje i Kroatien.
I folketællingen 2011 var der 6.096 indbyggere i nedenstående bebyggelser:
- Belec, population 356
- Borkovec, befolkning 225
- Cetinovec, befolkning  129
- Donja Batina, befolkning  374
- Donja Selnica, befolkning  196
- Ervenik Zlatarski, befolkning  35
- Gornja Batina, befolkning  238
- Gornja Selnica, befolkning  201
- Juranšćina, befolkning  193
- Ladislavec, befolkning  144
- Martinšćina, befolkning  375
- Petruševec, befolkning  135
- Ratkovec, befolkning  105
- Repno, befolkning  231
- Šćrbinec, befolkning  11
- Vižanovec, befolkning  156
- Završje Belečko, befolkning  62
- Znož, befolkning  24
- Zlatar, befolkning  2,906

## Historie
I slutningen af det 19. og begyndelsen af det 20. århundrede var Zlatar en distriktshovedstad i Varaždin distrikt i Kongeriget Kroatien-Slavonien.